# Abraxas macularia
Abraxas macularia là một loài bướm đêm trong họ Geometridae.